# ゆめデリバリー
「ゆめデリバリー」は、ゆのの1枚目のシングル。2008年6月4日にLantisから発売された。

## 概要
タイトルチューン「ゆめデリバリー」は、ランティスウェブラジオ『ひだまりラジオ×365』オープニングテーマ、カップリング曲「ひだまりランナー」は、同ラジオエンディングテーマとして使用された。歌っているのは、同アニメでゆのを充てている阿澄佳奈が担当している。ジャケットは原作者の蒼樹うめによる描き下ろしで、ゆのがジャンプしている様子が描かれている。

## 収録曲
1. ゆめデリバリー [3:39] 
作詞：ゆうまお、作曲：綾原圭二、編曲：安藤高弘
  - Webラジオ『ひだまりラジオ×365』第2 - 6回、第10 - 12回オープニングテーマ
2. ひだまりランナー [4:19]
作詞：畑亜貴、作曲：俊龍、編曲：虹音
  - Webラジオ『ひだまりラジオ×365』第5 - 10回エンディングテーマ
3. ゆめデリバリー（instrumental）
4. ひだまりランナー（instrumental）